# Бой при Шифферштадте
Бой при Шифферштадте (нем. Schifferstadt) — бой в эпоху Французских революционных войн во время Войны первой коалиции, произошедший 23 мая 1794 года на Рейнском театре военных действий между союзными и французскими войсками.
В декабре 1793 года французы вытеснили войска Габсбургской Австрии и Пруссии с французской земли во Второй битве при Висамбуре и заняли позиции за восточной границей. Весной 1794 года Мозельская армия направила большие подкрепления на северо-восток Франции. Воспользовавшись слабостью французов, пруссаки решили нанести один удар на Кайзерслаутерн, на Мозельскую армию, и другой, вместе с австрийцами, на Шифферштадт, на Рейнскую армию.
Около 3 часов ночи, еще до рассвета, пруссаки Гогенлоэ-Ингельфингена двинулись вперед тремя колоннами, направлявшимися соответственно на Вахенхайм, Форст и Нидеркирхен на позиции дивизии Ферино. Одновременно пруссаки направили большую часть своей кавалерии налево, где она прикрывала правый фланг имперцев, атаковавших Шифферштадт.
Французские аванпосты, защищавшие эти места, отступили к Дайдесхайму и присоединились к основной части дивизии, занявшей боевую позицию за Марлахом, от Руппертсберга до Меккенхайма, соединившись в направлении Шифферштадта с дивизией Дезе. Все попытки пруссаков захватить Руппертсберг остались тщетными, хотя их поддерживали семь батарей по четыре пушки в каждой, против которых Ферино мог противопоставить только восемь орудий двух конных батарей. С 10 часов утра бой принял затяжной характер и продолжался до наступления темноты без решающих результатов.
Австрийцы Гогенлоэ-Кирхберга (12 батальонов, 20 эскадронов) также ночью выступили из Муттерштадта в направлении к реке Ребах. Дезе немедленно поднял свою дивизию и расположил её за этой рекой от Нойхофена до Шифферштадта. Днем противник появился тремя колоннами, направлявшимися соответственно в сторону Нойхофена, Рехютте и Шифферштадта. Центральная колонна атаковала проход Рехютте и ферму Кольхоф. В то же время правая колонна энергично обстреливала Шифферштадт, а пехота левой колонны атаковала Нойхофен, который защищали два батальона. Менее чем за полчаса австрийская пехота заняла Кольхоф и, восстановив два моста через Ребах, сломанные отступившими французами, переправились на правый берег реки.
Дезе бросился к Рехютте и приказал пехотному батальону, егерям и двум кавалерийским полкам отбить Кольхоф. Конная атака французов опрокинула гусар и пехоту противника, и они бросились бежать, ища спасения во рвах и болоте. Тем временем французская пехота отбила ферму Кольхоф. Неоднократные попытки австрийцев возобновить атаку на Шифферштадт и Нойхофен потерпели неудачу из-за энергичного сопротивления дивизии Дезе.
Хотя по австрийским данным имперцы потеряли в этот день 520 человек и 114 лошадей, а Дезе отчитался о 30 убитых и раненых, реальные потери были выше.
К удивлению союзников, командующий Рейнской армией генерал Клод Мишо, несмотря на победу, приказал на следующий день отступить на реку Квейх. Между обеими армиями осталось большое, не занятое войсками, пространство. Союзники не решились наступать и расположились кордоном более чем на 100 км от Шпейера до Санкт-Венделя и больше месяца оставались в бездействии.